# Erzbistum Saint John’s, Neufundland
Das Erzbistum Saint John’s, Neufundland (lateinisch Archidioecesis Sancti Ioannis Terrae Novae) ist eine in Kanada gelegene römisch-katholische Erzdiözese mit Sitz in St. John’s.

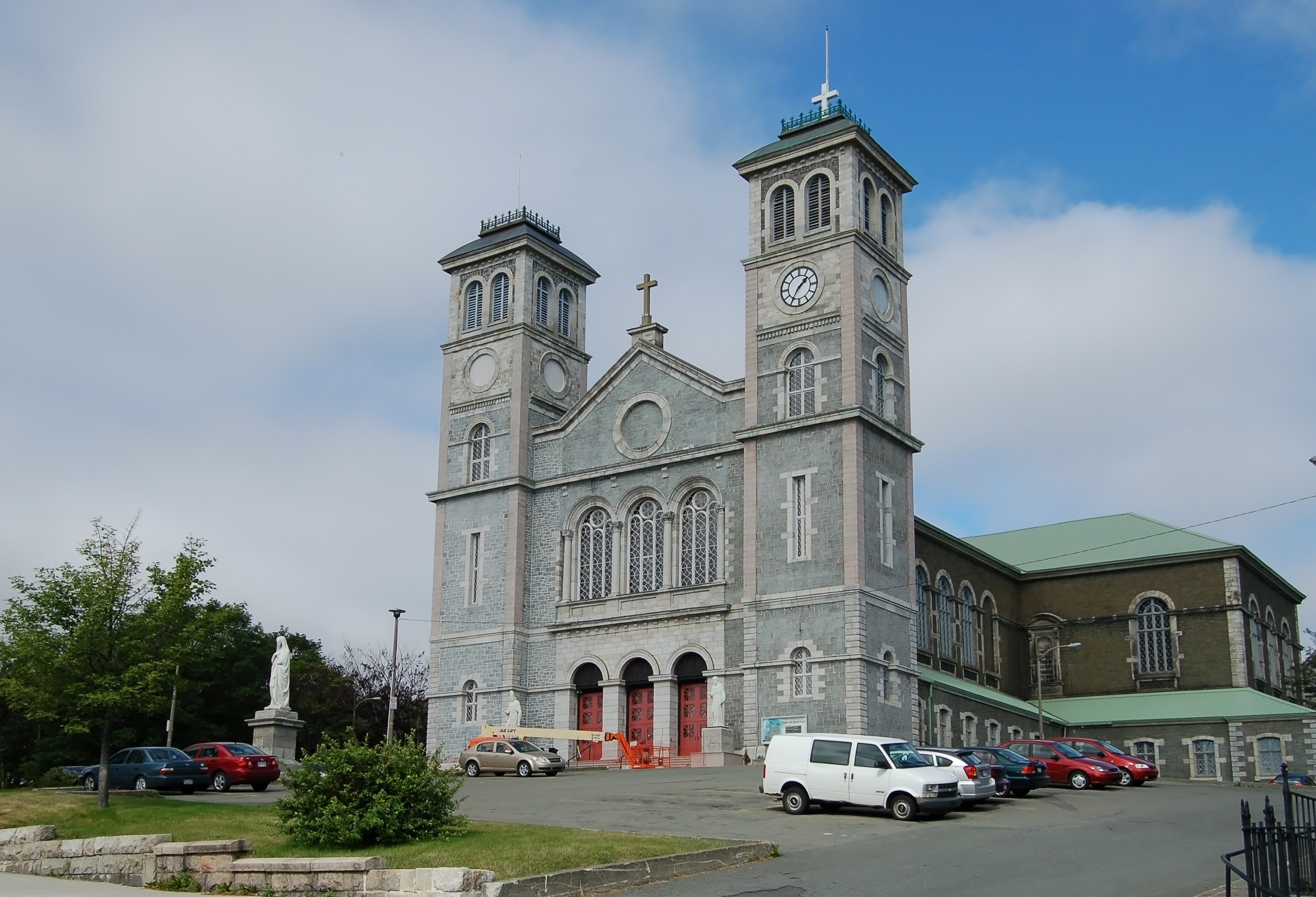
Kathedrale St. John the Baptist in St. John’s

## Geschichte
Das Erzbistum wurde am 30. Mai 1784 durch Papst Pius VI. als Apostolische Präfektur Neufundland errichtet. Die Apostolische Präfektur Neufundland wurde am 5. Januar 1796 durch Pius VI. zum Apostolischen Vikariat erhoben. Am 4. Juni 1847 wurde das Apostolische Vikariat Neufundland durch Papst Pius IX. zum Bistum erhoben. Das Bistum Neufundland gab am 29. Februar 1856 Teile seines Territoriums zur Gründung des Bistums Harbour Grace ab.
Am 29. Februar 1856 wurde das Bistum Neufundland in Bistum Saint John’s, Neufundland umbenannt. Das Bistum Saint John’s, Neufundland gab am 9. Mai 1870 Teile seines Territoriums zur Gründung der Apostolischen Präfektur West-Neufundland ab. Eine weitere Gebietsabtretung erfolgte am 16. September 1870 zur Gründung der Apostolischen Präfektur Placentia. 1891 wurde die Apostolische Präfektur Placentia wieder aufgelöst und das Territorium wurde dem Bistum Saint John’s, Neufundland angegliedert. Am 8. Februar 1904 wurde das Bistum Saint John’s, Neufundland durch Papst Pius X. zum Erzbistum erhoben.

## Ordinarien

### Apostolische Präfekten von Neufundland
- 1784–1796 James Louis O’Donel OFM

### Apostolische Vikare von Neufundland
- 1796–1806 James Louis O’Donel OFM
- 1807–1816 Patrick Lambert OFM
- 1816–1830 Thomas Scallan OFM
- 1830–1847 Michael Anthony Fleming OFM

### Bischöfe von Neufundland
- 1847–1850 Michael Anthony Fleming OFM
- 1850–1856 John Thomas Mullock OFM

### Bischöfe von Saint John’s, Neufundland
- 1856–1869 John Thomas Mullock OFM
- 1870–1893 Thomas James Power
- 1894–1904 Michael Francis Howley

### Erzbischöfe von Saint John’s, Neufundland
- 1904–1914 Michael Francis Howley
- 1915–1950 Edward Patrick Roche
- 1951–1979 Patrick James Skinner CIM
- 1979–1991 Alphonsus Liguori Penney
- 1991–2000 James Hector MacDonald CSC
- 2000–2007 Brendan Michael O’Brien, dann Erzbischof von Kingston
- 2007–2018 Martin William Currie[1]
- seit 2018 Peter Joseph Hundt